# Damascus Sulcus
Il Damascus Sulcus è una struttura geologica della superficie di Encelado.